# سيفيروس ألكسندر
ماركوس أورليوس سويرس الإسكندروس أوغسطس (بالإغريقية: Marcus Aurelius Severus Alexanderus Augustus) إمبراطور الروم وآخر من ملك من آل سويرس  دام عهدهٌ أربعة عشر عاماً (من 222م حتى 235م)، وهو إبن رجلٍ من الشام إسمه ماركوس يوليوس جيسيوس مرقيانوس وزوجته جوليا أفيتا ماميا بنت جوليا ميسا، جلس على كرسي الملك وهو ذو أربعة عشرة سنة خَلفاً لإبن خالته إيل جبل الذي قتل هو وأمه جوليا سؤامياس على يد الحرس الإمبراطوري وألقوا بهما في نهر توذر. وكانت شائعة إغتيال سويرس الإسكندر دافعاً للحرس لإغتيال إيل جبل وجوليا سؤامياس. وتعد فترة ملكهِ التي دامت أربعة عشر سنة أطول عهد لإمبراطور رومي منذ عهد الإمبراطور أنطونينُس بيوس. وكان ثاني أصغر إمبراطور على روما وأصغرهم كان غرديان الثالث.

## مآثره

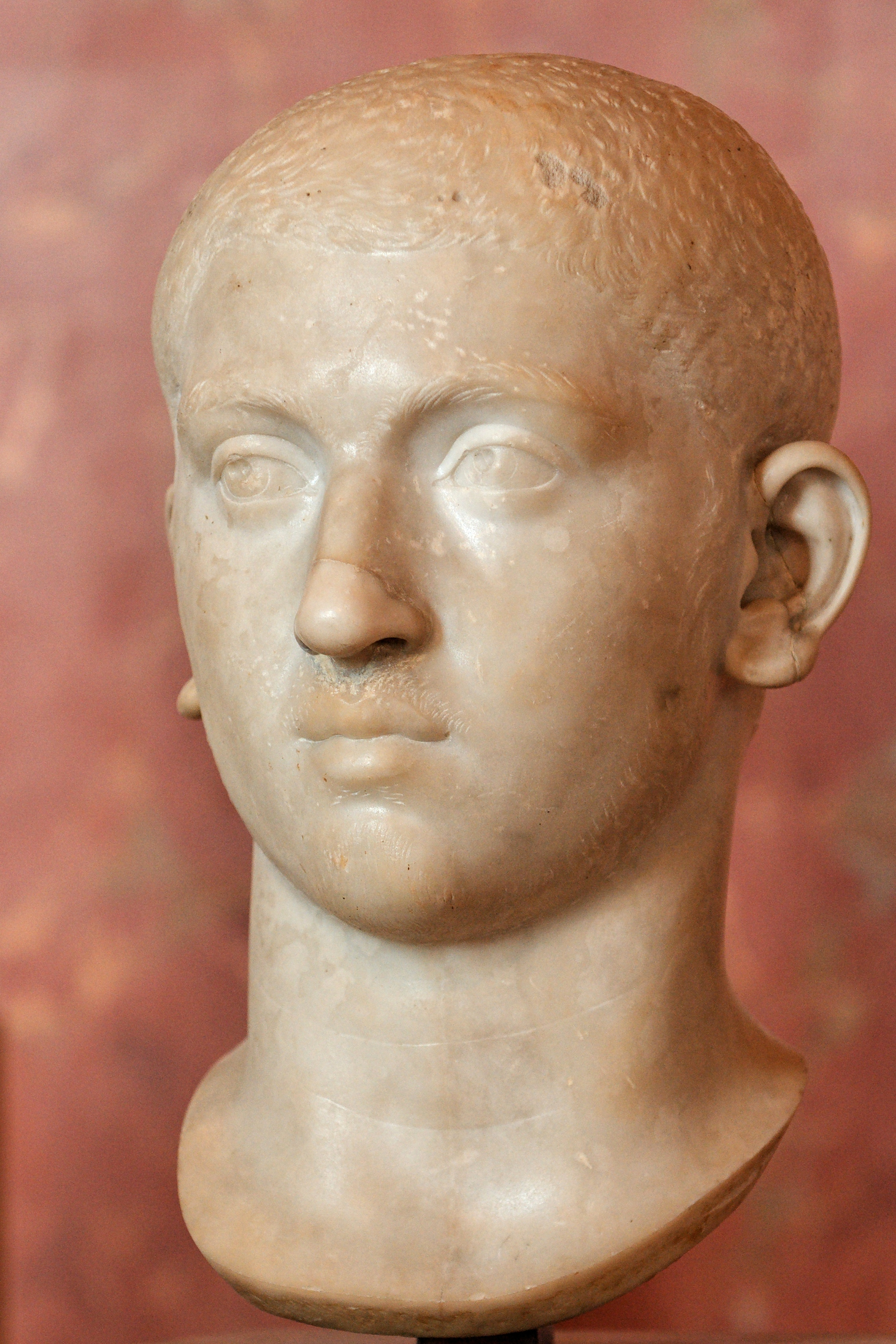
تمثال نصفي لسيفيروس ألكسندر- متحف اللوفر

بمشورة أمهْ، سعى الإسكندروس جاهداً لإصلاح أخلاق الناس وحالتهم وكذلك أعاد هيبة الدولة. وقد إستعمل الإسكندروس قضاة له لإقامة العدل، مثل القاضي أولبيان الصوري. كان مستشاروه رجالًا معروفين مثل المؤرخ والسيناتور كاسيوس ديو، ويُزعَم أنه أنشأ مجلسًا فيه 16 رجلاً من مجلس الشيوخ، ولكن هذا الخبر مختَلَفٌ عليه. وأقام الإسكندروس مجالس للمقاطعات في كلٍّ منها 14 رجلاً ليعاونوا الوالي على أمور 14 مقاطعة في رومة. وقد جدد الإسكندروس حمامات نيرون في  عامي 227 أو 229، ولذلك تُسمَّى أحيانًا حمامات الإسكندروس، وفي عهده إنتهى ترف وبطر حاشية الإمبراطور ومن معهم.
عندما تولى الأمر قلل نقاء فضة الديناريوس من 46.5٪ إلى 43٪، ونقص وزن الفضة من 1.41 غرام إلى 1.30 غرام. ولكن في 229 للميلاد رفع نقاء الديناريوس؛ إذ أزاد نقاء الفضة ووزنها إلى 45٪ و1.46 غراماً. ثم في السنة التالية قلل من كمية المعدن الأساسي في الديناريوس وأزاد من الفضة، ورفع درجة نقاء الفضة ووزنها مرة أخرى إلى 50.5٪ و1.50 غرام. وكذلك، قلل من الضرائب المفروضة على الناس، وأكرم الأدباء والشعراء والعلماء، وأمر بإنشاء ديوان لإقراض الأموال بفائدة لتيسير حياة الناس.
وفي أمور الدين، كان الإسكندروس ذو عقل متفتح. وجاء في كتاب [Historia Augusta]، أنهُ كان ينوي إقامة هيكل لعيسى عليه السلام، لكن الكهنة الوثنيين أقنعوه بالعدول عن الأمر، ولكن كثيرٌ من هذا الكتاب مليء بالغَثْ ويعده المؤرخين المعاصرين ضعيف علمياً. وسمح الإسكندروس ببناء معبد لليهود في رومة، وقدم له –كهدية- لفافةً من التوراة عُرِفَت باسم لفافة سويرس.
في أمور القضاء، أعتنى الإسكندروس بأحوال عساكرهِ؛ فسمح لهم بتعيين أسماء ورَثتهم في وصاياهم، فقد كان يمنع على الناس أمور كثيره في ما يخص المواريث. وسمح للعساكر بتحرير عبيدهم إن شاؤوا، وعمل على حماية أملاكهم أثناء خروجهم في الحملات، وقد شرع أن أموال الجندي التي كسبها كغنائم حرب (قانون كاسترينس بيكوليوم) لا يحق لأحد أن يطالب بها، ولا حتى والد الجندي.

## الحرب الفارسية
إجمالًا، كان عهد ألكسندر مزدهرًا حتى صعود الساسانيين في الشرق تحت حكم أردشير الأول.  في عام 231 بعد الميلاد، غزا أردشير المقاطعات الرومانية الشرقية، واجتاح بلاد ما بين النهرين وتوغل -على الأرجح- حتى سوريا وكبادوكيا، مما اضطر ألكسندر الشاب إلى رد قوي.  تتحدث روايات مختلفة عن الحرب التي تلت ذلك؛ فوفقًا لمرجع هيروديان الأكثر تفصيلًا، عانت الجيوش الرومانية من عدة انتكاسات وهزائم مهينة، بينما وفقًا لهستوريا أوغوستا ووفقًا لرسالة ألكسندر إلى مجلس الشيوخ الروماني، حققت الجيوش الرومانية خلال تلك الحرب انتصارات عظيمة. جعل ألكسندر أنطاكية قاعدته ونظم منها غزوًا ثلاثيًا للإمبراطورية الساسانية في عام 233. تقدم هو نفسه على رأس المجموعة الرئيسية لاستعادة شمال بلاد ما بين النهرين، بينما غزا جيش آخر ميديا عبر جبال أرمينيا، وتقدم جيش ثالث من الجنوب في اتجاه بابل. حقق جيش أقصى الشمال بعض النجاح، حيث قاتل في منطقة جبلية مواتية للمشاة الرومان، ولكن حاصر رماة الخيول الماهرون الجيش الجنوبي ودمروه. تراجع ألكسندر نفسه بعد حملة غير حاسمة بعد انهيار جيشه بسبب عدم الانضباط والمرض. بعد انسحاب المجموعة الشمالية إلى برد أرمينيا القارس، تكبد الجيش المزيد من الخسائر بسبب الفشل في إنشاء خطوط إمداد مناسبة. في النهاية، استعاد الرومان بلاد ما بين النهرين، ولم يتمكن أردشير بعد ذلك من توسيع فتوحاته، على الرغم من تحقيق ابنه شابور بعض النجاح في وقت لاحق من هذا القرن.
على الرغم من كبح الساسانيين في ذلك الوقت، أظهر سلوك الجيش الروماني نقصًا هام في الانضباط. في عام 232، حدث تمرد في الفيلق السوري أسفر عن إعلان الولاء للإمبراطور تورينوس. تمكن ألكسندر من قمع التمرد، وغرق تورينوس أثناء محاولته الفرار عبر الفرات. عاد الإمبراطور عام 233 إلى روما واحتفل بالانتصار.